# 씨싸이트
씨싸이트(C Site Co. Ltd.)는 대한민국의 의류 주문자상표 부착생산(OEM) 기업이다. 본사는 서울특별시 강남구 테헤란로 625 2층, 7층(삼성동, 덕명빌딩)
에 위치해 있으며 대표이사는 김상기이다. 인도네시아와 과테말라에 현지 생산 법인을 가지고 있다. GAP의 월별 벤더 평가에서 국제 최고 2위를 기록한 적이 있다

## 상장
엔에이치스팩28호와 스팩소멸합병 방식으로 2023년 12월 21일 공모가 3만원으로 상장했다

## 같이 보기
- 갭(GAP)
- 에이치엔엠(H&M)
- 아메리칸이글(AEO)
- TS인베스트먼트
- 동인기연
- 노브랜드 (기업)

## 참고문헌
1. ↑  씨싸이트, 스팩합병상장 첫날 강세, 이투데이, 2023년 12월 21일
2. ↑  조은수, 씨싸이트 주가, 상한가 기록... 왜?, 금강일보, 2024년 6월 4일
3. ↑  씨싸이트, 스팩합병 상장 첫날 '上', 한국경제, 2023년 12월 21일
4. ↑  이경주, NH‧프로디지, 씨싸이트로 1년만에 '5배' 차익, 탑데일리, 2024년 1월 2일